# 楡樹市
楡樹市（ゆじゅ-し）は中華人民共和国吉林省長春市に位置する県級市。

## 地理
楡樹市は長春市の東北部に位置し、市内を陶楡線が通過する。

## 歴史
1906年（光緒32年）、清朝により設置される。1909年（宣統元年）に楡樹直隷庁に昇格した。中華民国が成立すると1913年（民国2年）に楡樹県と改称、1990年に楡樹市に昇格し現在に至る。

## 行政区画
4街道、15鎮、8郷、1民族郷を管轄：
- 街道弁事処：華昌街道、正陽街道、培英街道、城郊街道
- 鎮：五棵樹鎮、弓棚鎮、閔家鎮、大坡鎮、黒林鎮、土橋鎮、新立鎮、大嶺鎮、于家鎮、泗河鎮、八号鎮、劉家鎮、秀水鎮、保寿鎮、新荘鎮
- 郷：育民郷、紅星郷、太安郷、先峰郷、青山郷、恩育郷、城発郷、環城郷
- 民族郷：延和朝鮮族郷

## 交通

### 鉄道
- 中国鉄路総公司
  - 陶舒線

（陶頼昭方面）- 五棵樹駅 - 劉家店駅  - 楡樹駅 - 新立鎮駅 - 謝家鎮駅 -（舒蘭方面）

### 道路
- 高速道路
  - 五右高速道路
- 国道
  - G102国道
  - G202国道